# 聯合國安全理事會第80號決議
《聯合國安理會80號決議》是1950年3月14日在聯合國安全理事會第470次會議通過的。安理會收到了聯合國印度巴基斯坦問題委員會及安德魯·麥克諾頓將軍的報告，為此這項決議讚揚印度及巴基斯坦政府對停火及解除查謨-克什米爾邦武裝的合作態度，和同意由海軍五星上將切斯特·威廉·尼米兹將軍出任未來的全民表決總監。決議中委任了一名聯合國代表，負責協助準備及實行解除武裝計劃、向印度和巴基斯坦政府及安理會提出建議、行使聯合國印度巴基斯坦問題委員會的所有責任和義務、安排全民表決總監在適當的武裝解除階使其職權，以及於必要時向安理會報告。決議接着請求兩國政府採取一切必要的預防措施保證停火持續、感謝聯合國印度巴基斯坦問題委員會及安德魯·麥克諾頓將軍，以及同意在雙方通知聯合國代表接受將問題委員會的職責移交予該代表的一個月後解散聯合國印度巴基斯坦問題委員會。
該決議在印度和南斯拉夫社會主義聯邦共和國棄權，以及蘇聯缺席的情況下，以8票對0票通過。

## 外部連結
- 80號決議全文 （页面存档备份，存于）